# Casey Kreiter
Casey Kreiter (* 13. August 1990 in DeWitt, Iowa) ist ein US-amerikanischer American-Football-Spieler auf der Position des Long Snappers. Er spielt bei den New York Giants in der National Football League (NFL).

## College
Kreiter besuchte die University of Iowa und spielte für deren Mannschaft, die Hawkeyes, als Long Snapper College Football, wobei er in 40 Partien auflief.

## NFL

### Dallas Cowboys
Kreiter fand beim NFL Draft 2014 keine Berücksichtigung, wurde danach aber doch noch von den Dallas Cowboys als Free Agent unter Vertrag genommen. Er machte die gesamte Vorbereitung mit, konnte sich aber nicht gegen den Routinier L. P. Ladouceur durchsetzen und wurde noch vor Beginn der Regular Season wieder entlassen.
In der Preseason 2015 wurde er neuerlich von den Cowboys verpflichtet, nur um erneut gegen Ladouceur den Kürzeren zu ziehen.

### Denver Broncos
2016 nahmen die Denver Broncos Kreiter, der in der Zwischenzeit bereits als Lehrer gearbeitet hatte, unter Vertrag.
In seiner Rookie-Saison bestritt er 10 Spiele, bevor er durch eine Wadenverletzung außer Gefecht gesetzt wurde und durch den Routinier Thomas Gafford ersetzt werden musste. 2017 war er wieder fit und kam seither in jeder Partie zum Einsatz. 2018 wurde er als erster Long Snapper der Broncos überhaupt in den Pro Bowl berufen.

### New York Giants
Am 1. April 2020 unterzeichnete Kreiter einen Einjahresvertrag bei den New York Giants. Im März 2021 verlängerte er seinen Vertrag in New York.